# Electrofisiología cardíaca

Dibujo de un electrocardiograma con etiquetas de los intervalos.

La electrofisiología cardíaca es la ciencia de los mecanismos, funciones, y desempeño, de las actividades eléctricas de las regiones específicas del corazón. Este término es generalmente usado en describir estudios de tales fenómenos por medio de grabación (intracardiaca) invasiva de la actividad espontánea así como de respuestas cardiacas a la estimulación eléctrica programada. Estos estudios son realizados para evaluar arritmias complejas, aclarar síntomas, evaluar electrocardiogramas anormales, evaluar el riesgo de desarrollar arritmias en el futuro, y el tratamiento designado. Estos procedimientos incluyen cada vez más, métodos terapéuticos (típicamente ablación con radiofrecuencia), en adición a procedimientos de diagnóstico y prognosis. Otras modalidades terapéuticas empleadas en este campo incluyen la terapia de drogas antiarrítmicas y la implantación de marcapasos y de desfibriladores cardioversores implantables.
Un especialista en electrofisiología cardíaca es conocido como un electrofisiologista cardiaco, o (más comúnmente) simplemente un electrofisiologista. La electrofisiología cardiaca es considerada una subespecialidad de la cardiología, y en la mayoría de los países requiere dos o más años de entrenamiento de subespecialidad más allá de una especialidad general de cardiología. Son entrenados para realizar procedimientos cardíacos interventionales EP así como para implantaciones quirúrgicas de dispositivos.